# Iridium
 Тази статия е за свързочния оператор.  За спътниковата система Iridium  вижте Iridium (спътник).  
Iridium Communications Inc. (от латински – иридий) е световен оператор на спътникова телефонна връзка. Покритието възлиза на 100% от повърхността на Земята, включително и двата полюса. Едноименната орбитална система наброява 66 спътника, разположени на ниски орбити с наклон 86,5° и височина 780 km.

## История
Глобалната система за спътникова връзка е замислена от компанията Motorola през 80-те години. През 1990 г. официално е обявено, че работата по проекта започва. През 1991 г. е основана компанията Iridium Inc. Името си системата получава във връзка с факта, че първоначално е планирано да се създаде група от 77 спътника. Това число е равно на атомния номер на иридия.
През 1997 – 1998 г. са изстреляни основната част от спътниците, осигуряващи работоспособността системата. Първият телефонен разговор в системата е проведен през лятото на 1997 г.. На 23 септември 1998 г. системата официално е въведена в търговска експлоатация.
На 13 август 1999 г. ръководството на компанията Iridium Inc. обявява банкрут. Причината за несъстоятелността са слабите продажби, които не осигуряват възстановяване на разходите даже в перспектива. Като причина за провала на продажбите се посочват необосновано високите тарифи (превишаващи няколко пъти тарифите на вече съществуващата тогава спътникова телефония Inmarsat), неверните оценки за обема на пазара и недооценка на разпространението на клетъчните връзки.
Частичната работоспособност на системата се е поддържала до март 2000 г., след което Motorola започва да разработва план за сваляне на спътниците от орбита, което би струвало $40 млн.
През 2000 г. новосъздадената компания Iridium Satellite LLC изкупува всички активи на Iridium Inc за $25 млн., имайки договореност за обслужване с Министерството на отбраната на САЩ и след като е получила разрешение от съда, водещ делото за несъстоятелност. Сумата на контракта с Министерството на отбраната на САЩ за 2 години обслужвание възлиза на $72 млн. (при операционни разходи $7 млн. месечно). Търговската експлоатация се възобновява от 28 март 2001 г.
През 2009 г. се извършва реорганизация, в резултат на която контролът над системата, продажбите и обслужването преминават към нова компания – Iridium Communications Inc.

## Съвременно състояние
Акциите на корпорацията Iridium Communications Inc., образувана като резултат от сливането на GHL Aquisition Corp и Iridium Holdings LLC през септември 2009 г., се търгуват на борсата NASDAQ. В края на 2009 г. мрежата Iridium наброява около 400 000 абоната, а в края на 2011 г. компанията отпразнува появата на 500 000-ния клиент. Сред клиентите има сътрудници на големи световни корпорации, работещи в сферите на добива на полезни изкопаеми, на морския, наземен и въздушен транспорт, строителството, туризма, много други отрасли и служби за спасяване и за спешна помощ. Един от най-големите ползватели на мрежата е правителството на САЩ.
Търговските продукти и услуги на Iridium носят от порядъка на 80% от приходите на компанията и се предоставят в повече от 100 страни чрез дистрибуторска мрежа, в която влизат над 60 доставчици на услуги, 130 оторизирани риселъри и 45 производители на оборудване и на програмно осигуряване. Iridium Communications произвежда и продава различни устройства за гласова връзка и високоскоростно предаване на данни в мрежата на Iridium, включително флагманските модели на спътникови телефони Iridium 9505A и Iridium 9555, модемите Iridium 9522A и Iridium 9522B и устройства автоматичен обмен на данни (M2M) Iridium 9601 и Iridium 9602. Също така през 2008 г. компанията обявява началото на редовна търговска експлоатация и продажби на терминали от системата Iridium OpenPort, осигуряваща високоскоростно предаване на данни и пълноценна телефонна връзка за морския транспорт.
През периода 2015 – 2017 г. се планира разгръщането на актуализираната система Iridium NEXT от 66 спътника от нов модел, на обща стойност около 3 млрд. долара. Изстрелването на спътниците се планира да стане с помощта на ракетата-носител Днепр през октомври 2015 г. (2 апарата) и 7 ракети-носители Falcon 9 на SpaceX (с всяка – по 10 спътника). Пускът обаче е отложен с минимум на 4 месеца.

## Сблъсък
Първото сблъскване на спътници на околоземна орбита става на 10 февруари 2009 г. Спътникът Iridium 33 се сблъсква с изработилия ресурса си и изведен от експлоатация военен свързочен спътник Космос 2251 (от серията „Космос“).